# 塔吉克斯坦驻华大使馆
塔吉克斯坦共和国驻中华人民共和国大使馆，简称塔吉克斯坦驻华大使馆，是塔吉克斯坦共和国在中华人民共和国的最高外交代表机构。馆址位于中国北京市朝阳区亮马桥外交公寓A区1-4。

## 历史
1992年1月4日，塔吉克斯坦与中华人民共和国建交。1997年，塔吉克斯坦驻华大使馆在北京开馆。